# Limnophora piliseta
Limnophora piliseta este o specie de muște din genul Limnophora, familia Muscidae, descrisă de Stein în anul 1919. Conform Catalogue of Life specia Limnophora piliseta nu are subspecii cunoscute.